# Royal Ballet

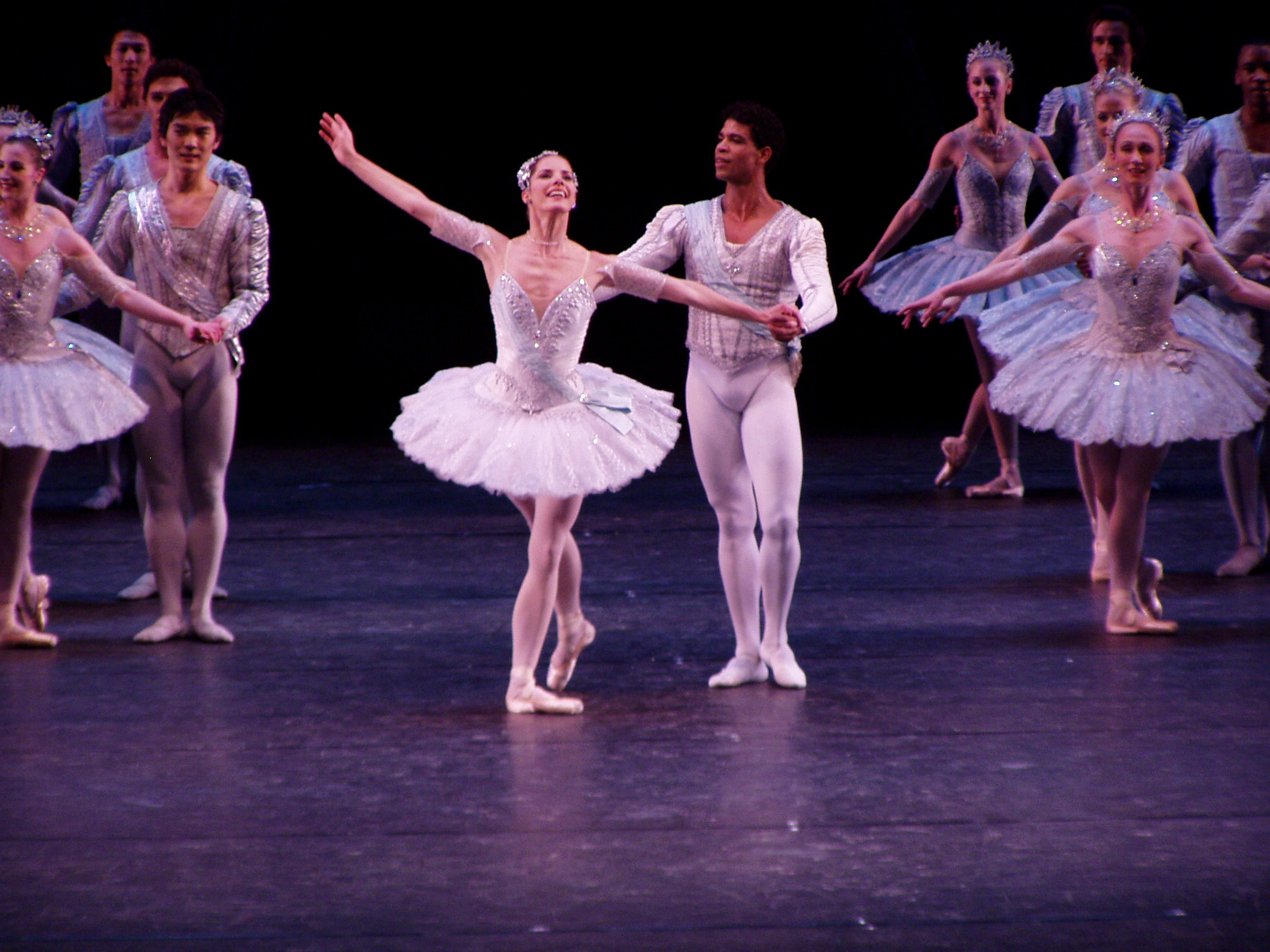
2008

The Royal Ballet ist eine Ballettkompanie in Großbritannien. Sie ist am Royal Opera House in London beheimatet.

## Geschichte
Das Royal Ballet wurde von Dame Ninette de Valois gegründet. Die erste dauerhafte Heimat für die damals unter dem Namen Vic-Wells auftretende Ballettkompanie war das von Lilian Baylis geleitete Sadler’s Wells Theatre. Zu den ersten Produktionen gehörten The Rake’s Progress (1935) und Checkmate (1937). Außerdem gehörten russische Produktionen von Sergei Djagilew und vom Mariinski-Theater zum Programm.
Zu den ersten Stars der Ballettkompanie gehörten Alicia Markowa und Margot Fonteyn.
Die Ballettkompanie blieb im Sadler´s Well Theater bis 1939. Während des Krieges trat sie an zahlreichen Orten in England auf. Im Februar 1946 zog sie in das Royal Opera House um. Anlässlich der Wiedereröffnung des Hauses wurde Dornröschen zur Musik von Pjotr Iljitsch Tschaikowski aufgeführt.
1956 wurde zur Feier des 25-jährigen Bestehens der Name The Royal Ballet durch eine Royal Charter verliehen.
Ninette de Valois leitete die Ballettkompanie bis 1963. Ihre Nachfolger waren:
- 1964–1970: Frederick Ashton
- 1970–1986: Kenneth MacMillan
- 1986–2000: Anthony Dowell
- 2001–2002: Ross Stretton
- 2002–2012: Monica Mason
- seit 2012: Kevin O’Hare

## Royal Ballet School
Die dazugehörige Royal Ballet School bildet in London Tänzer und Ballettlehrer aus. Sie ist nicht zu verwechseln mit der Royal Academy of Dance (RAD). Das Londoner Royal Ballet hat als Schwesterkompanie das Birmingham Royal Ballet, das 1990 aus dem von seinem Londoner Stammsitz verlegten Sadler’s Wells Royal Ballet hervorging. Die dritte der wichtigsten britischen Ballettkompanien ist das English National Ballet.

## Haupttänzer (Principal Dancers)
- Matthew Ball
- Federico Bonelli
- Antoinette Sibley
- Alexander Campbell
- Lauren Cuthbertson
- Francesca Hayward
- Ryoichi Hirano
- Sarah Lamb
- Steven McRae
- Laura Morera
- Vadim Muntagirov
- Yasmine Naghdi
- Marianela Núñez
- Natalia Osipova
- Sergei Wladimirowitsch Polunin
- Marcelino Sambé
- Akane Takada
- Edward Watson

## Belege
1. ↑  A brief history, (Memento des Originals vom 5. September 2015 im Internet Archive)  Info: Der Archivlink wurde automatisch eingesetzt und noch nicht geprüft. Bitte prüfe Original- und Archivlink gemäß Anleitung und entferne dann diesen Hinweis. Webseite des Birmingham Royal Ballet, abgerufen am 27. Mai 2014 (englisch)